# علي بن منصور الخطيبي
علي بن منصور بن عبيد الله بن علي بن عبد الله الخطيبي، ويكنى أبو الحسن ابن أبي جعفر اللغوي، وهو بغدادي المولد أصبهاني الأصل، قرأ اللغة العربية على أبي الحسن بن العصار.
ولد في شهر صفر سنة سبع أو تسع وأربعين وخمس مائة هجرية ببغداد.
قال ابن النجار في تاريخهِ: (سمع الحديث من عمهِ أبي حنيفة محمد بن عبد الله الخطيبي الأصبهاني لما قدم بغداد حاجاً، وامتنع عن الرواية فلم يحدث، وكان يسمع بالمدرسة النظامية وكان سيء الطريقة متهاوناً بأمور الدين، عليهِ ظلمة، ولهُ شعر لا بأس به).

## من شعرهِ
كان لهُ اهتمام بالشعر ومنهُ قوله:

## وفاته
توفي في ليلة الإثنين 27 ذي القعدة سنة 622 هـ/ 1226م، ودفن في المقبرة الوردية ببغداد.